# Алародийские языки
Алародийские языки — гипотетическая языковая семья, включающая в себя нахско-дагестанские и вымершие хуррито-урартские языки.

## История гипотезы
Впервые гипотетическая алародийская языковая семья была предложена немецким востоковедом Фрицем Хоммелем (1854—1936). Сам термин происходит от названия алародиев — народа, обитавшего в древности в долине Аракса и вошедшего в состав армянского народа.
Связь между Северо-Восточной и Северо-Центральной семьей проявлялась в сходстве грамматики и фонетики, в частности, в структуре предложений и наличии эргатива.
Тем не менее, ни одна из этих характеристик не является исключительной в данном регионе, а также не представляет обширных доказательств, необходимых для того, чтобы говорить об однозначном родстве этих языков.
Этой гипотезе посвящали свои труды такие исследователи, как Карел Оштир (1921, 1922), Сванидзе (1927), Меликишвили (1965), Дьяконов и Старостин (1986).